# Pyromaniac (film, 1979)
Pour les articles homonymes, voir Pyromaniac.
Pyromaniac (Don't Go in the House) est un film américain réalisé par Joseph Ellison, sorti en 1979.

## Synopsis
Martyrisé par sa mère qui lui infligeait des brûlures graves quand il n'était qu'enfant, Donald Kohler voue aux femmes une haine tenace, et ne peut s'empêcher d'en inviter chez lui pour les brûler au lance-flammes.

## Fiche technique
- Titre : Pyromaniac
- Titre original : Don't Go in the House
- Réalisation : Joseph Ellison
- Scénario : Joseph Ellison et Ellen Hammill
- Production : Ellen Hammill, Matthew Mallinson, Edward L. Montoro (en) et Dennis Stephenson
- Société de production : Turbine Films Inc.
- Musique : Richard Einhorn
- Photographie : Oliver Wood
- Montage : Jane Kurson (en)
- Décors : Sarah Wood
- Costumes : Sharon Lynch
- Pays d'origine :  États-Unis
- Format : couleur — 1,85:1 — Mono — 35 mm
- Genre : horreur, thriller
- Durée : 82 minutes
- Dates de sortie :
  - France : novembre 1979 (Festival international du film fantastique et de science-fiction de Paris)
  - États-Unis : 28 mars 1980
- Interdit aux moins de 12 ans

## Distribution
- Dan Grimaldi : Donald 'Donny' Kohler
- Robert Osth : Bobby Tuttle
- Ruth Dardick : Mme Kohler
- Charles Bonet : Ben
- Bill Ricci : Vito
- Dennis Hunt : un travailleur
- John Hedberg : un travailleur
- Johanna Brushay : Kathy Jordan
- Darcy Shean : la fille dans la voiture
- Mary Ann Chin : la femme dans la rue
- Lois Verkimeps : la femme avec des enfants
- Susan Smith : la fille de l'épicerie
- Jim Donnegan : l'employé
- Colin Mclnness : Donald enfant
- Ralph D. Bowman : le père Gerritty

## Autour du film
- Le tournage s'est déroulé à Atlantic Highlands, Jersey City, Nouvelle-Rochelle et Port Monmouth.
- Pyromaniac fut sélectionné par le réalisateur Quentin Tarantino pour son premier Quentin Tarantino Film Festival, qui s'est déroulé à Austin en 1997.
- Pyromaniac est le premier film de l'acteur Dan Grimaldi.
- Lors de la sortie vidéo du film en France, la monteuse, Jane Kurson (en), a été, sur la jaquette, créditée par erreur comme étant la réalisatrice, en lieu et place de Joseph Ellison, le véritable réalisateur, lequel du coup n'a été mentionné nulle part, ce qui a entraîné des confusions sur certains sites critiques[1].